# Jägala
La Jägala (estonien : Jägala jõgi) , parfois appelé fleuve Kehra, est un fleuve du nord de l'Estonie.

## Géographie
Le fleuve prend sa source, près du village d’Ahula dans les hauteurs de Pandivere situées dans le Virumaa occidental.
Le Jägala se jette dans la baie d’Ihasalu dans le golfe de Finlande.
Les chutes du Jägala, qui mesurent 8 mètres de haut, se trouvent à 4,3 km avant l’embouchure du fleuve.
Ses affluents principaux sont Soodla jõgi, Jänijõgi, Mustjõgi, Ambla jõgi et Jõelähtme jõgi.
Le cours de la Jägala mesure 97 km de long. Elle traverse la ville de Kehra.
Le fleuve Jägala est un élément primordial du système d'approvisionnement en eau de Tallinn.

## Galerie

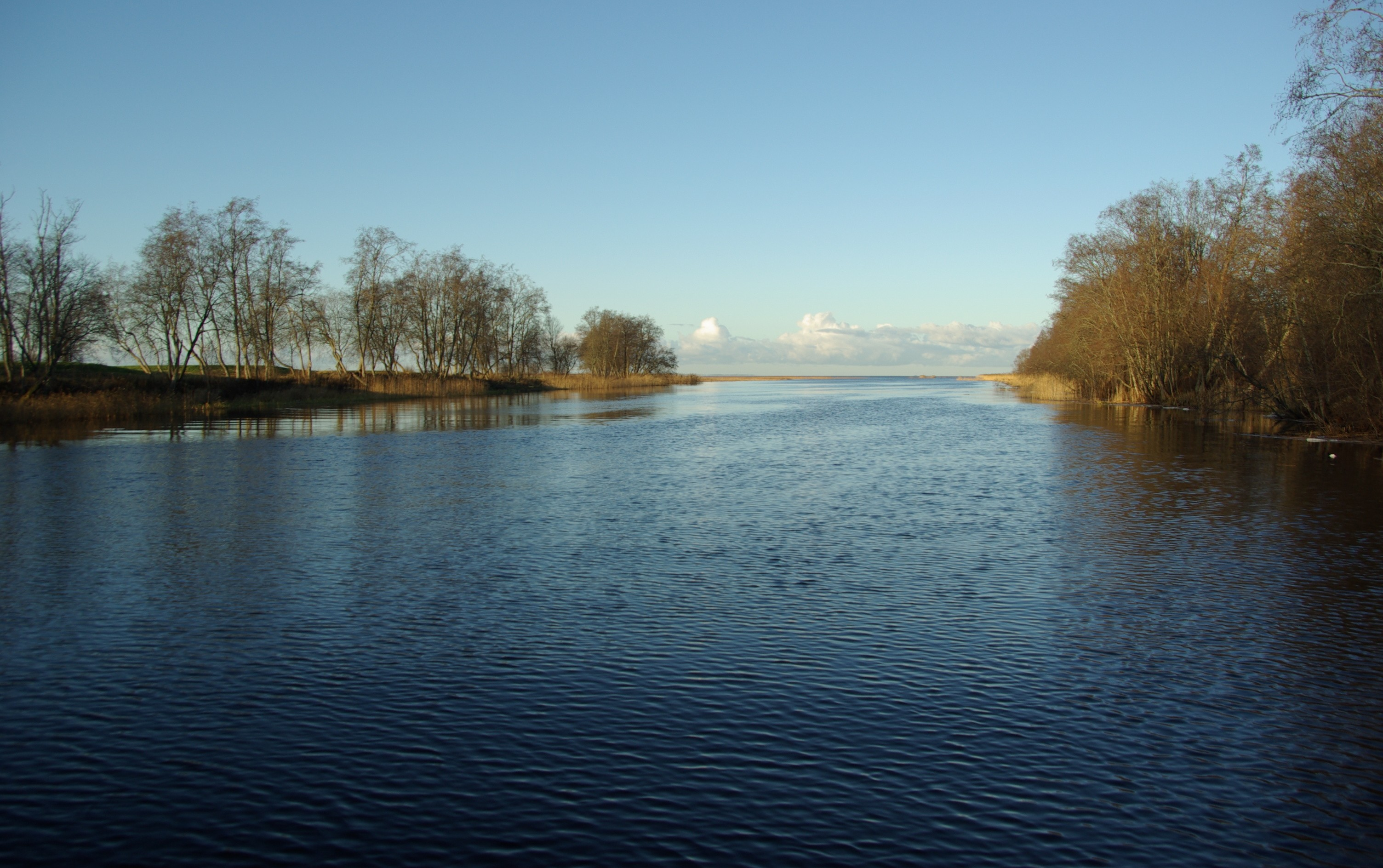
Embouchure du Jägala
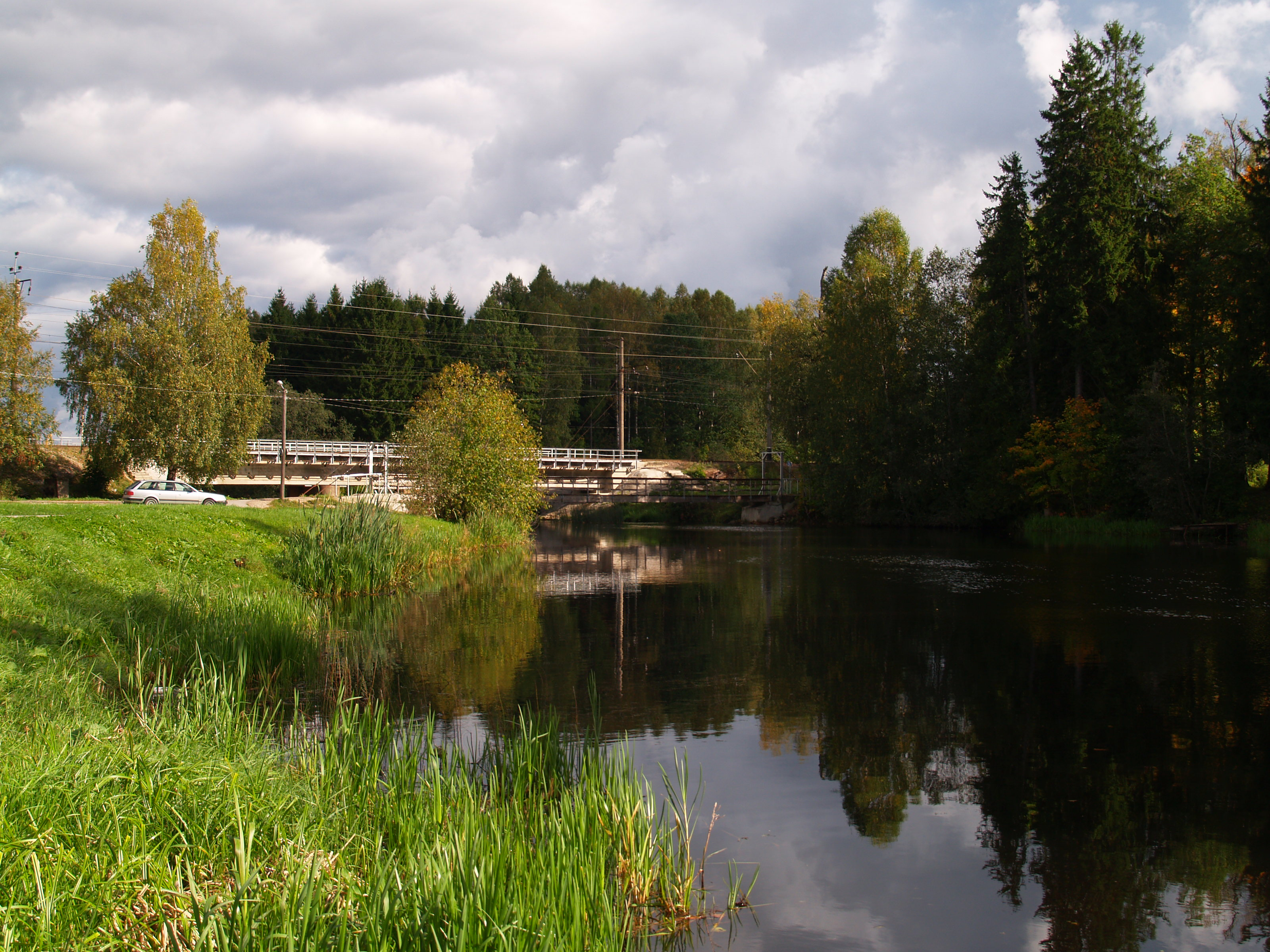
Le Jägala à Kehra
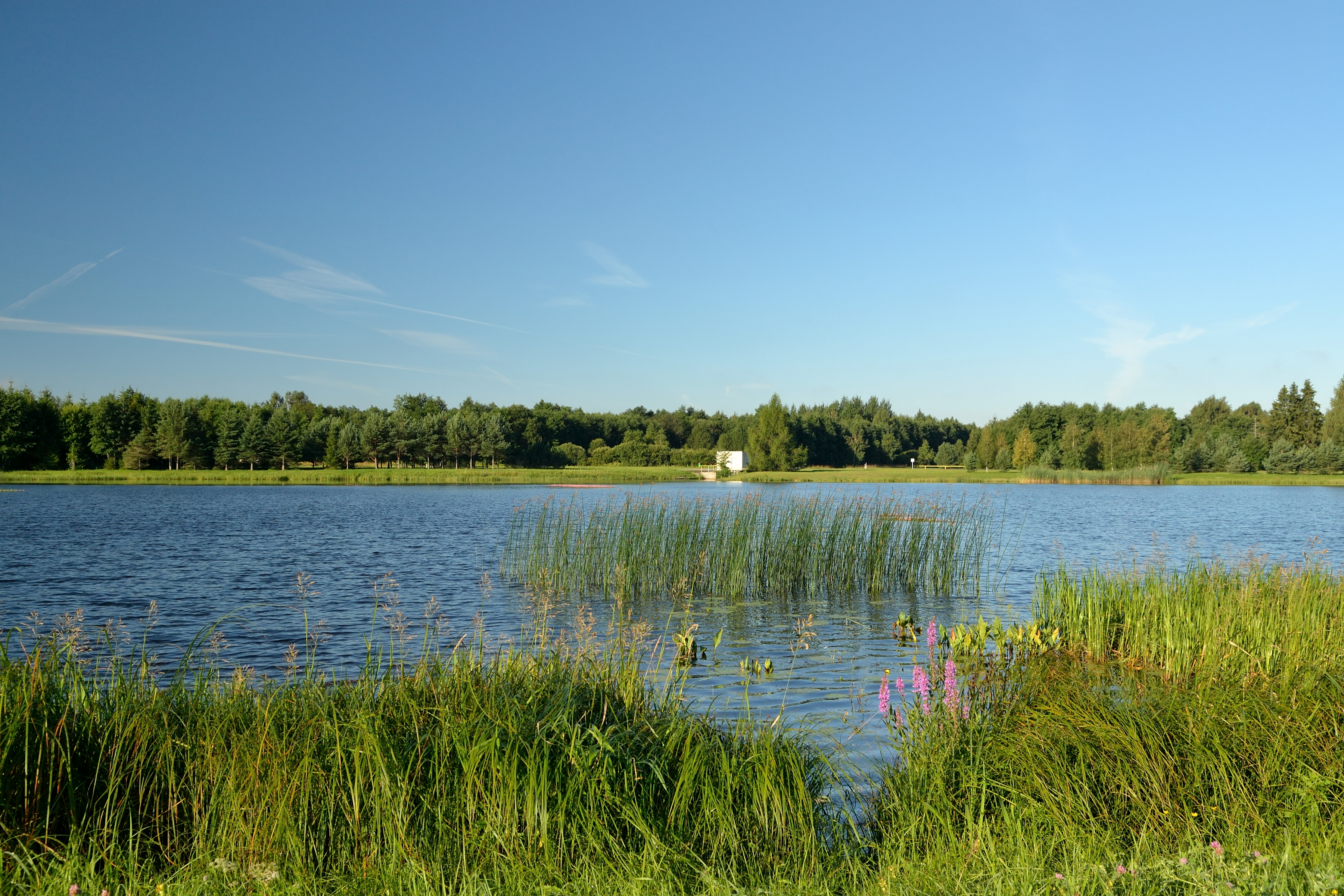
Réservoir de Kaunissaare